# Erich Majkut
Erich Majkut (3. Februar 1907 in Wien – 31. Juli 1976 ebenda) war ein österreichischer Opern- und Konzertsänger der Stimmlage Tenor. Er war von 1929 bis 1973 an der Wiener Staatsoper engagiert, zuerst im Chor, ab 1945 als Solist. Er gastierte international.

## Leben und Werk
Erich Majkut studierte an der Wiener Musikhochschule. Ab 1929 zählte er zum Chor der Wiener Staatsoper, übernahm aber bereits ab 1936 kleinere solistische Aufgaben, beispielsweise die Stimme des Muezzin im Ballett Der liebe Augustin, den Iwan in der Fledermaus von Johann Strauß, den 1. Hofherrn in Kienzls Kuhreigen oder den 2. Deputierten im Friedenstag von Richard Strauss. 1945 wurde er Ensemblemitglied der Staatsoper und trat er dort – überwiegend als Spieltenor – in 83 Rollen auf, oft als Comprimario, aber auch in Hauptrollen. Als Beispiel seiner vielseitigen Einsetzbarkeit sei Der Rosenkavalier erwähnt, eine in Wien häufig gespielte Oper, in der er im Lauf der Jahre sieben verschiedene Rollen übernahm, 191-mal den Tierhändler, 19-mal den Haushofmeister bei Faninal, 16-mal den Wirten, 10-mal den Haushofmeister bei der Feldmarschallin, 7-mal den Intriganten Valzacchi sowie jeweils einmal den Friseur und einen der vier Kellner. Von 1936 bis 1960 gastierte er regelmäßig bei den Salzburger Festspielen, zuerst als Lehrbub in den Meistersingern von Nürnberg, dirigiert von Arturo Toscanini, und als Tierhändler im Rosenkavalier, ab 1946 als Konzertsolist und schließlich in einer Reihe von Opern-Uraufführungen. Er sang aber auch im klassischen Salzburger Repertoire (Mozart, Richard Strauss, Fidelio), beispielsweise übernahm er zwischen 1952 und 1960 19-mal die Rolle des Don Curzio in der Hochzeit des Figaro, eine Partie, die ihm quasi auf den Leib geschrieben war, die er in Wien 265-mal verkörperte und die er auch in Monte Carlo und Brüssel sang. 1960 wurde ihm anlässlich der Eröffnung des Großen Festspielhauses die Rolle des Haushofmeisters bei der Feldmarschallin im Rosenkavalier übertragen. Es inszenierte Rudolf Hartmann, es dirigierte Herbert von Karajan. Die Feldmarschallin war Lisa della Casa. Seine ersten Auslandsgastspiele absolvierte er als Mitglied des Mozart-Ensemble der Wiener Staatsoper in Mailand, London, Brüssel, Berlin sowie im März 1951 in Paris, wo er am Théâtre des Champs-Élysées den Jaquino im Fidelio gab. Im  Sommer desselben Jahres debütierte er als Kunz Vogelsang bei den Bayreuther Festspielen, 1952 als Jaquino und Balthasar Zorn an der Mailänder Scala und 1954 als Wirt im Rosenkavalier an der römischen Oper. In der Stadt am Tiber sang er 1956 auch den Kunz Vogelsang und 1960 Heinrich den Schreiber im Tannhäuser. Auch an der Opéra de Monaco gastierte er mehrfach, 1957 als Wirt, 1959 als Dr. Blind und 1962 als Don Curzio. An der Wiener Volksoper war er in Operetten zu sehen und zu hören. Fallweise sang er auch Hauptrollen wie den Ernesto in Donizettis Don Pasquale oder den Lorenzo in Aubers Fra Diavolo, der Schwerpunkt seiner Tätigkeit blieb jedoch ab Mitte der 1950er Jahre das Charakterfach.
Erich Majkut war auch als Kirchen- und Konzertsänger „sehr erfolgreich“, so das OeML. Er übernahm die Tenorsoli in zahlreichen Sakralwerken, aber auch in weltlichen Chor-Orchesterkonzerten. Es können hier nur einige Beispiele angeführt werden, die die Spannweite seines Repertoires zeigen. 1946 und 1947 übernahm er bei den Salzburger Festspielen in vier Domkonzerten Soli in Werken von Bach, Mozart, Schubert und Bruckner, darunter Mozarts Krönungsmesse und Schuberts Große Messe in Es-Dur. Im April 1947 sang er im Musikverein Beethovens Christus am Ölberge, seine Sopranpartnerin war Elisabeth Schwarzkopf. Im Brahmssaal des Musikvereins übernahm er im November 1949 den Gesangspart in Benjamin Brittens Five Sonnets of Michelangelo. Anlässlich der Wiedereröffnung der Staatsoperngebäudes am Ring bestritt er im November 1955 ein außerordentliches Orchester- und Chorkonzert mit Bruckners Te Deum und Beethovens Neunter, es dirigierte Bruno Walter.

## Rollen (Auswahl)
Uraufführungen
- 1950 Peter in Romeo und Julia von Boris Blacher, Salzburger Festspiele
- 1952 2. König in Die Liebe der Danae von Richard Strauss, Salzburger Festspiele
- 1953 Bursche in Der Prozess von Gottfried von Einem, Salzburger Festspiele
- 1959 Leopardo in Julietta von Heimo Erbse, Salzburger Festspiele

Repertoire
| Beethoven: - Jaquino und Erster Gefangener im Fidelio Berg: - Andres und Der Narr in Wozzeck Kienzl: - Xaver Zitterbart in Der Evangelimann Lehár: - Raoul de St. Brioche und Vicomte Cascada in Die lustige Witwe Lortzing: - Brenner in Der Waffenschmied Mozart: - Pedrillo in Die Entführung aus dem Serail - Don Curzio und Don Basilio in Le nozze di Figaro - Erster Priester und Erster Geharnischter in Die Zauberflöte Mussorgski: - Gottesnarr, Leibbojar und Bojar Chruschtschow in Boris Godunow Offenbach: - Nathanael in Les Contes d'Hoffmann Puccini: - Edmondo in Manon Lescaut - Benoit und Parpignol in La Bohème - Spoletta in Tosca - Goro in Madama Butterfly - Pang, Pong und Altoum in Turandot Johann Strauß: - Iwan und Dr. Blind in Die Fledermaus |  | Richard Strauss: - Sklave, Dritter Jude und Vierter Jude in Salome - Junger Diener in Elektra - Sieben Rollen (siehe oben) in Der Rosenkavalier - Offizier, Scaramuccio und Brighella in Ariadne auf Naxos - Der Bucklige in Frau ohne Schatten - 2. Schäfer in Daphne - 2. König in Die Liebe der Danae - Diener in Capriccio Strawinsky: - Sellem in The Rake’s Progress Verdi: - Malcolm in Macbeth - Borsa im Rigoletto - Ruiz in Il trovatore - Giuseppe, Diener bei Flora und Gaston in La traviata - Oberrichter in Un ballo in maschera - Conte di Lerma im Don Carlo - Bote in Aida - Roderigo in Otello - Dr. Cajus in Falstaff Wagner: - Heinrich der Schreiber in Tannhäuser - Brabantischer Edler in Lohengrin - David, Balthasar Zorn und Augustin Moser in Die Meistersinger von Nürnberg - 3. und 4. Knappe im Parsifal |

## Tondokumente
In einer Reihe von Opern-Gesamtaufnahmen sang er zumeist Comprimariorollen:
- Mozart: Idomeneo, Nixa,
- Mozart: Zaide, Dirigent: Bernhard Paumgartner, Salzburg 1955
- Mozart: L'oca del Cairo, Dirigent: Bernhard Paumgartner, Salzburg 1956
- Mozart: Lo sposo deluso, Dirigent: Bernhard Paumgartner, Salzburg 1956
- Mozart: Le nozze di Figaro, Dirigent: Herbert von Karajan, Columbia
- Mozart: Die Zauberflöte, Dirigent: Karl Böhm, Columbia 1955
- J. Strauß: Die Fledermaus, Dirigent: Oscar Danon, RCA Vitor 1964
- R. Strauss: Salome, Philips
- R. Strauss: Der Rosenkavalier, Columbia
- Wagner: Die Meistersinger von Nürnberg, Decca

Es gibt zahlreiche Aufnahmen von Chor-Orchesterwerken, in denen er solistische Aufgaben übernahm. Die Website Bach Cantatas schätzt seine Konzertaufnahmen höher ein als die Bühnenarbeit.
- Bach: Johannes-Passion, BWV 245, Dirigent: Gottfried Preinfalk, Vox
- Bach: Matthäus-Passion, BWV 244, Dirigent: Ferdinand Grossmann, Vox
- Bach: Weihnachtsoratorium, Dirigent: Ferdinand Grossmann
- Mozart: Kantate (Fragment) Dir, Seele des Weltalls, KV 429, Dirigent: Bernhard Paumgartner, BnF 1956
- Mozart: Kleine Freimaurer-Kantate, KV 623, Dirigent: Bernhard Paumgartner, BnF 1956
- Beethoven: Missa solemnis, Dirigent: Otto Klemperer
- Bruckner: Messe Nr. 3 in f-moll, Dirigent: Ferdinand Grossmann
- Mahler: Das klagende Lied